# Sebastián Monserrat
Pour les articles homonymes, voir Monserrat.
Sebastián Monserrat de Bondía, né à Maella le 20 janvier 1840 et mort à Saragosse le 12 août 1915, est un historien, écrivain, collectionneur d'antiquités et homme politique espagnol.

## Biographie
Il étudie au lycée des Escuelas Pías de Alcañiz et poursuit des études de droit à l'Université de Saragosse, où il obtient son diplôme . 
Président du Syndicat et de la Direction des Travaux du Réservoir de Pena alors en construction près de la rivière Matarraña dès sa création, il y consacre tous ses efforts pour assurer la richesse agricole de sa région natale.
Militant du parti traditionaliste qui souffre de persécutions pendant la troisième guerre carliste, il entretient une correspondance fréquente avec Don Carlos et son fils, Jaime de Bourbon et Bourbon-Parme, ainsi qu'une étroite amitié avec le général carliste Francisco Cavero (es), fils du comte de Sobradiel, qui lui offre des trophées de guerre à sa mort.
Juan Vázquez de Mella est aussi un grand ami et admirateur de Monserrat, à qui il dédie ses publications, se qualifiant lui-même de disciple de l'école politique de Monserrat Bondía, lisant et consultant nombre de ses écrits et discours.
Monserrat initie la fondation des banques rurales de Maella, Escatrón et Torre del Compte, dans le but de promouvoir le crédit et d'éliminer l'usure parmi les agriculteurs. Passionné de Ferdinand de Lesseps, il écrit plusieurs articles dans les journaux barcelonais pour défendre les travaux du canal de Suez, ce qui lui vaut en cadeau une plume en or. Il voyage à travers l'Espagne, la France, l'Italie, le Portugal et l'Afrique du Nord, menant des études sociologiques et artistiques, qu'il laissera inédites.
A ses deux grandes passions, l'art et la terre, il consacre une grande partie de sa fortune, entretenant un parc, la Torre de Bruil. Sa maison, semblable à celle du patricien et érudit aragonais Vicencio Juan de Lastanosa (es), devient un véritable musée et est répertoriée comme l'une des collections privées les plus importantes d'Espagne. Elle contient de belles tapisseries flamandes, des peintures, des porcelaines, des pièces de monnaie, des bijoux et une bibliothèque de plus de 8 000 volumes, dont de nombreux codex et incunables.
Académicien correspondant de l'Académie royale des Beaux-Arts Saint-Ferdinand et de l'Académie royale d'histoire, membre titulaire de l'Académie des Beaux-Arts de San Luis de Saragosse, membre de la commission aragonaise des monuments historiques et artistiques, membre du Conseil régional d'agriculture et membre de la Société royale économique des amis du pays de Saragosse, il a écrit, en collaboration avec José Pleyan de Porta, Aragón Histórico, Pintoresco y Monumental, dont la publication a été suspendue lorsque la maison d'édition a été liquidée et a cessé ses activités.

## Publications
- 1882 : Aragón histórico, pintoresco y monumental